# Jevgenyij Jevgenyijevics Koroljov
Jevgenyij Jevgenyijevics Koroljov (orosz nyelven:Евгений Евгеньевич Королёв; Moszkva, 1988. február 14. –) orosz származású kazah hivatásos teniszező. A korábbi profi játékos, Anna Kurnyikova unokaöccse. Eddigi karrierje során egy ATP-döntőt játszott.

## ATP-döntői

### Egyéni

#### Elvesztett döntői (1)
|   | Dátum             | Torna                          | Borítás | Ellenfél a döntőben | Eredmény a döntőben |
| 1 | 2009. február 23. | Delray Beach ITC, Delray Beach | Kemény  | Mardy Fish          | 5-7, 3-6            |

## Külső hivatkozások
- Jevgenyij Jevgenyijevics Koroljov profilja az ATP oldalán (angolul)
- Hivatalos oldal